# Країна (земля)
Краї́на або укра́їна — термін, який у добу середньовіччя був поширений у всьому слов'янському світі (від Одри до Оки і від Західної Двіни до Балкан) і зазвичай позначав терени військового прикордоння.
Найближчою аналогією цього явища в інших народів може слугувати германська «марка» (marcha, mark — прикордонна область) — термін, що увійшов до назви таких держав, як Данія (Dannmark — прикордонна країна данів) та Австрія (Ostmark — східна прикордонна країна, згодом Oesterreich).

## Південнослов'янські країни
Населені переважно сербами регіони на території колишньої Югославії :
- Хорватська (Книнська) — у Хорватії біля кордону з західною Боснією;
- Банатська — у сербській Воєводині біля кордону з Румунією;
- Славонська (Західно-Славонська) — у Хорватії біля кордону з північною Боснією;
- Подунайська (Східно-Славонська і Баранська) — у східній Хорватії біля кордону з сербською Воєводиною;
- Боснійська — центрально-західна (Посавська) Боснія;
- Тимоцька — в південно-східній Сербії біля кордону з Болгарією;
- Неготинська — в північно-східній Сербії біля кордону з Румунією і Болгарією;
- Цетинська — на кордоні Герцеговини та Чорногорії;

а також населені не сербами:
- Цазинська (або Турецька) — північно-західна Боснія;
- Імотська — в хорватській Далмації на кордоні з Чорногорією;
- Біла — у південній Словенії на кордоні з Хорватією.

Хорватська, Банатська і Славонська Країни в Австро-Угорській імперії становили Військову границю — особливе адміністративне утворення, прикордонну територію, військовий фронт біля кордону з Османською імперією. Серби, які воювали за Австрію в кількох її війнах з Туреччиною, і втекли перед наступаючими турецькими військами, були розселені на кордоні австрійськими властями. Серби обороняли кордон, а натомість Відень надавав статус прямого управління зі столиці імперії, а не з Хорватії або Угорщини, що забезпечувало їм значну автономію.
У Боснійській Країні в квітні 1991 р. проголошено Сербську Автономну Область Боснійська Країна (САОБК), яка в січні 1992 р. об'єдналася з сербськими територіями східної (Подринської) Боснії і проголосила незалежність як Республіка Сербська (РС).
У Книнській Країні влітку 1990 р. проголошена Сербська Автономна Область Кнінська Країна (САОКК), яка в лютому 1991 р. об'єдналася з сербськими територіями Північної Далмації і Ліки в Сербську Автономну Область Країна (САОК). У червні 1991 р. в Західно-Славонській Країні проголошена Сербська Автономна Область Західна Славонія (САОЗС), в подунайській Країні — Сербська Автономна Область Східна Славонія, Бараня і Західний Срем (САОВСБЗС). У грудні 1991 р. САОК, САОВСБЗС, САОЗС утворили Республіку Сербська Країна (РСК) зі столицею в Книні, яка в лютому 1992 р. оголосила незалежність від Хорватії.
У червні 1991 р. було проголошено, але через політичні розбіжності не реалізовано, об'єднання САОБК і САОК в Демократичну Республіку Країна.
У червні 1995 р. через сильний міжнародний тиск було скасовано заплановане об'єднання РСК і РС в Західно-Сербську Федерацію.
РСК ліквідована в серпні 1995 в ході хорватської військової операції.
У грудні 1995 р. в рамках міжнародних Дейтонських угод РС увійшла у федеративний союз Боснія і Герцеговина.
У босняцькій Цазинській Країні в 1993 була проголошена Автономна Провінція Західна Боснія, а в 1995 — Республіка Західна Боснія, яка оголосила незалежність від Боснії і Герцеговини, але зазнала поразки від спільних військових дій хорватської та боснійської армій.

## Руська Країна
Руська Країна (угор. Ruszka Krajna, чеськ. Ruská Krajina, пол. Kraj Ruski) — автономна адміністративна одиниця в Угорщині з 24 грудня 1918 по травень 1919. До складу автономії увійшли комітати Мармарош, Угоча, Берег і Уг. Центром автономії визначено Мукачево.

## Албанська країна
Скадарська Країна — географічний регіон на південному сході Чорногорії, що простягається від південного узбережжя Скадарського озера до гори Румия, до складу якого входять кілька сіл. Його майже повністю населяють албанці. Територія розділена між муніципалітетами Бар та Ульцинь.